# Люся інтерн
Люся інтерн — український комедійний телесеріал режисерів-постановників Максима Литвинова, Олексія Даруги та Віри Яковенко. Створений кінокомпанією «Теле Про» на замовлення ТРК «Україна». Стрічка заснована на форматі ситкому «Друга спроба Керол», права на який належать ViacomCBS Global Distribution Group. Прем'єра відбулася 30 серпня 2021 року на телеканалі «Україна».

## Синопсис
Обставини змушують 50-річну Люсю Жук кардинально змінити своє життя. Вона рятується від депресії після того, як її чоловік іде до молодої коханки. Поки вони жили разом тридцять років у шлюбі вона лише мріяла стати лікарем, але так і не закінчила інтернатуру. Незважаючи на свій вік, Люся прагне повернутися в медицину. Мрія збувається і Людмила опиняється серед молодих фахівців, які разом з нею проходять інтернатуру, на базі міської лікарні. В нових умовах з нею стається багато цікавих та комедійних ситуацій, але вона радо сприймає їх у своєму новому житті.
|  | «Творці серіалу зробили класний сценарний хід, тому що stand up – це певною мірою «прожарювання», – вважає ведучий каналу «Україна» Володимир Остапчук, що грає себе в серіалі. – Тобто те, що ти не можеш сказати людині в обличчя, говориш їй через жарти та гумор. Тому два головних герої серіалу «Люся Інтерн» розповідають під час свого виступу всю правду-матку про колег за допомогою гумору». |

## У ролях
Головні
- Римма Зюбіна — Людмила Жук, інтерн
- Віталіна Біблів — Ніна Рожок
- Кирило Бін — Сергій Запорожець
- Слава Красовська — Вікторія Чорниш

Повторювані
- Єлизавета Зайцева — Ксюша Горбата
- Ярослав Шахторін — Міша Бабенко
- Павло Кружнов — Веня Боровський
- Олександр Попов — Олексій Жук
- Аліса Гур'єва — Настя Жук
- Гриша Горобчук — Тьома Жук
- Єлизавета Козлова — Ліза Антонова
- Володимир Остапчук — камео[4]
- Олег Винник — камео
- Олексій Суханов — камео[5]

## Виробництво
Зйомки під керівництвом продакшн-компанія «Теле Про» розпочалися у березні 2021 року в одному з кінопавільйонів Києва.

## Реліз
Прем'єра відбулася 30 серпня 2021 року на телеканалі ТРК Україна.